# 세이부시조역
세이부시조역(일본어: 西武市場駅 せいぶしじょうえき[*])은 일본 도쿄도 네리마구에 위치했던 세이부 철도 이케부쿠로 선의 철도역이었다. 지금의 히가시나가사키 역과 에코다 역사이에 위치해 있었으며, 화물역으로 여객취급은 하지 않았다. 1945년 4월 1일 나가에역(일본어: 長江)으로 개업했으며, 1963년 9월 1일에 폐역이 되었다.

## 역사
- 1945년 4월 1일 : 나가에역으로 화물 영업 개시
- 1953년 3월 10일 : 세이부시조역으로 역명 변경
- 1963년 9월 1일 : 폐역.